# 아티야만
아티야만(타밀어: அதியமான்) 또는 사티야푸트라(산스크리트어: पुत्रसत्य)는 타밀라캄 지역에 존재했던 벨리르 왕조이다. 이 왕들은 적어도 기원전 3세기부터 그들의 수도인 타가두르 (오늘날 다르마푸리)에서 통치했다. 아티야만은 콩구나두의 일부를 지배하는 타밀라캄의 네 왕국 중 하나였다. 그들은 서쪽으로는 체라, 동쪽으로는 판디아와 촐라로 둘러싸여 있었다.
아티야만은 고대 타밀 문학 뿐만 아니라 푸라나에서도 언급된다. 남인도에서의 그들의 통치는 상감 시대의 바위 비문뿐만 아니라 기원전 3세기의 아소카 칙령과 체라 일족과 동의어인 케랄라푸트라라는 제목이 추가된 굼미레디푸라 동판에 언급되어 있다. 이 왕조의 8세기 수장인 비두칼라기야 페루말은 그의 서문 중 하나에서 체라 왕조의 아디갈만 일리니의 후손으로 묘사된다. 잠바이의 여러 비문은 서기 1세기경 그들의 주권에 대한 세부 정보를 추가한다. 이 지배 부족은 타밀나두사의 고전 시대에 두각을 나타냈다. 그들의 가장 유명한 통치자는 아티야만 네두만 안치로, 타밀라캄에서 예술과 문학의 카다이 에쥬 발랄 (7명의 위대한 후원자) 중 한 명인 강력한 왕이었다.

## 위치
아티야만은 서고츠산맥(아나말라이, 팔라니, 닐기리)의 말라야 산맥 동쪽 계곡에 위치한 작은 왕국이었다.

## 비문
아소카는 촐라, 판디아 및 케랄라푸트라(체라)와 함께 그의 비문에서 아티야만 일족을 언급한다. 아티야만은 아소카 시대(기원전 3세기)에 체라, 촐라 및 판디아와 거의 동등한 충분한 권력을 행사했다.
| “ | "Ye Ca anta ata Choda, Pandiya, Satiyaputo, Ketalaputo, Tam bapanni, Antiyogo naama, Yonalaja" | ” |

| “ | 촐라, 판디아, 사티야푸트라, 체랄라푸트라, 탐라파르니, 안티요카라는 야바나 왕과 이 안티요카의 다른 이웃나라 왕들의 정복된 영토에는 어디에나... | ” |

잠바이, 티루코일루르, 타밀나두주 빌루푸람 지역에서 발견된 1세기의 타밀-브라흐미 비문에서 왕조에 대해 다시 언급하고 있다.
| “ | "Satyaputō Athiyan Nedumān Añji itta Pali" | ” |

| “ | 사티아푸토인 아티얀 네두만 안지가 준 주거지 | ” |

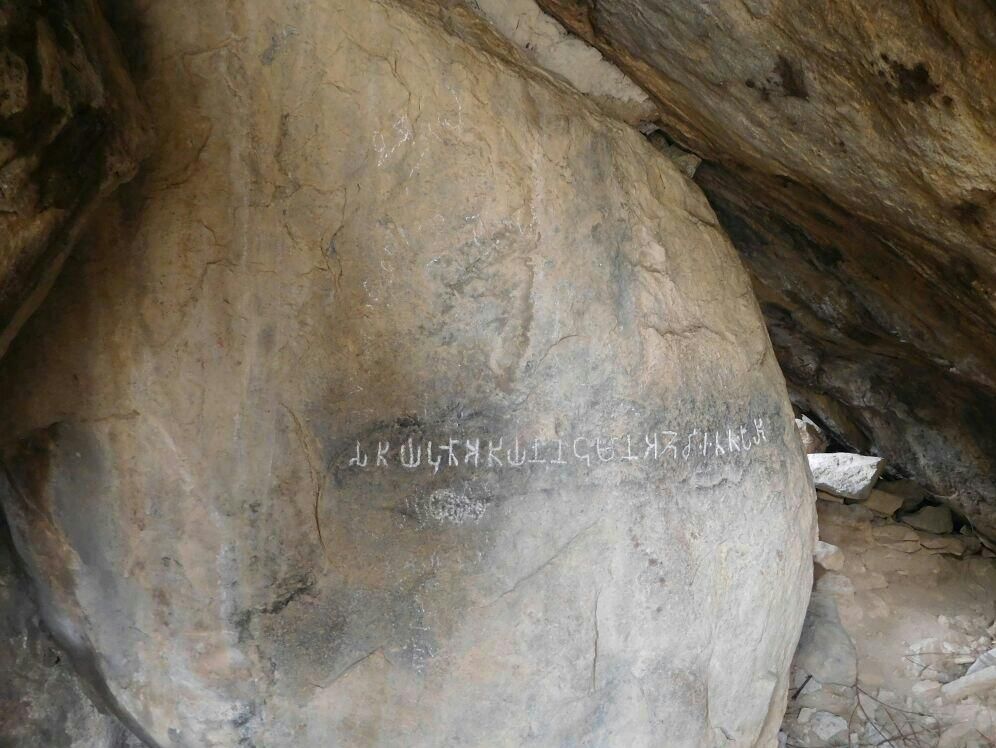
잠바이, 티루코일루르, 타밀나두의 타밀어 비문

이 비문에는 상감 문학의 고전인 푸라나누루와 아카나누루의 책에서 기념되는 영웅적인 역사적 왕인 아티야 추장 네두만 아티야만 네두만 안치가 언급되어 있다. 이 아티야만 왕은 아소카의 칙령에 언급된 사티야푸트라 왕조의 후손이었다. 비문에는 사티야푸토라는 칭호를 자랑하는 족장 아티얀 네두만 안치가 동굴 보호소를 기증한 내용이 기록되어 있다. 비문에는 그의 씨족(아티얀), 그의 아버지(네투만) 및 자신(안치)의 이름이 나와 있다. 이 명확한 진술을 통해 연구자들은 절대적인 확신을 가지고 타밀 상감 문헌에 언급된 추장과 타밀-브라흐미 비문에 등장하는 인물을 식별할 수 있다.
사티야푸트라-아티야만은 기원전 3세기에 체라, 촐라, 판디아와 동등하게 여겨질 만큼 충분한 권력을 휘둘렀으며, 이는 이후 4세기 동안 지속되었다.
굼미레디푸라 동판은 사티야푸트라 아디가만 왕조를 언급한다.

## 참고 문헌
- Sastri, K.A. Nilakanta, A History of South India (1955), OUP, New Delhi
- Iravatham Mahadevan. “RECENT DISCOVERIES OF JAINA CAVE INSCRIPTIONS IN TAMILNADU”. "Rishabh Saurabh" Published on the occasion of Seminar on "Jaina Heritage of Karnataka, held at Bangalore ( Organised by Rishabh Dev Foundation , Delhi ) on 4th & 5th April 1994". 27 September 2007에 원본 문서에서 보존된 문서. 2007년 5월 4일에 확인함.